# Bismarck (North Dakota)
Bismarck is de hoofdstad van North Dakota, een staat in de Verenigde Staten van Amerika, en hoofdplaats van Burleigh County. De stad, gelegen aan de rivier de Missouri, is genoemd naar de Duitse politicus Otto von Bismarck en had in 2010 61.272 inwoners. Na Fargo is het de grootste stad van North Dakota.
Bismarck werd gesticht in 1872 en is al de hoofdstad vanaf Dakota als territorium gecreëerd werd en toegevoegd werd aan de unie in 1889.
Bismarck is gelegen op de oever van de Missouri direct tegenover Mandan. De twee steden vormen samen het gros van de Bismarck-Mandan Metropolitan Statistical Area.
Het North Dakota State Capitol, het grootste gebouw in de staat, is gelegen in het centrum van Bismarck. De overheid van de staat stelt meer dan 4000 mensen te werk in de stad. Het is, als verzamelpunt van kledingwinkels en gezondheidszorg, het grootste economische centrum van Zuid-Centraal-North Dakota en Noord-Centraal-South Dakota.

## Geschiedenis
Voor de aankomst van Europese kolonisten was wat vandaag het centrum van North Dakota is, bewoond door de Mandans. De Hidatsanaam voor Bismarck is mirahacii arumaaguash ("Plaats met lange wilgen"); de Arikaranaam is ituhtaáwe [itUhtaáwe]. In 1872 werd de toekomstige hoofdstad gesticht op de plaats waar de expeditie van Lewis en Clark de Missouri overgestoken waren, de Missourioversteek genoemd. De stad heette Edwinton, genoemd naar Edwin Ferry Johnson (1803–1872), chef-ingenieur bij de Northern Pacific Railway. In de hoop Duitse investeerders aan te trekken, kreeg de stad in 1873 de naam Bismarck, waarbij verwezen werd naar de Duitse rijkskanselier Otto von Bismarck. De ontdekking van goud in de naburige Black Hills in 1874, was de echte reden van de groei. Bismarck werd een vrachttransportcentrum op de "Custer Route" van de Black Hills. In 1883 werd Bismarck de hoofdstad van het Dakotagebied, en in 1889 werd de stad de hoofdstad van de staat North Dakota en kwam de grondwetgevende vergadering er bijeen.

## Geboren
- John Hoeven (1957), gouverneur van North Dakota (2000-2010) en senator